# 16090 Lukaszewski
A 16090 Lukaszewski (ideiglenes jelöléssel 1999 TN147) a Naprendszer kisbolygóövében található aszteroida. A LINEAR projekt keretében fedezték fel 1999. október 7-én.